# Wissam Ben Yedder
Wissam Ben Yedder (sinh ngày 12 tháng 8 năm 1990) là một cầu thủ bóng đá người Pháp hiện đang thi đấu ở vị trí tiền đạo cho câu lạc bộ Ligue 1 AS Monaco và đội tuyển quốc gia Pháp.
Bắt đầu sự nghiệp tại đội nghiệp dư UJA Alfortville, anh gia nhập Toulouse vào năm 2010. Anh ghi tổng cộng 71 bàn sau 174 trận cho họ, vượt qua André-Pierre Gignac để trở thành cầu thủ ghi bàn vĩ đại nhất thế kỷ 21 của đội. Anh chuyển đến Sevilla với giá 10 triệu euro vào năm 2016 và ghi 70 bàn sau 138 trận trong ba mùa giải. Một vụ chuyển nhượng trị giá 40 triệu euro tới Monaco vào năm 2019, anh là vua phá lưới Ligue 1 trong mùa giải đầu tiên trở lại.
Ở cấp độ quốc tế, Ben Yedder đã đại diện cho Pháp ở cấp độ U-21 và ở môn futsal. Anh ấy đã có trận ra mắt quốc tế cho Pháp vào tháng 3 năm 2018.

## Thống kê sự nghiệp

### Câu lạc bộ
Tính đến ngày 23 tháng 5 năm 2021
| Câu lạc bộ          | Mùa giải            | Giải đấu                        | Giải đấu | Giải đấu | Cúp quốc gia | Cúp quốc gia | Cúp liên đoàn | Cúp liên đoàn | Châu Âu | Châu Âu | Khác | Khác | Tổng cộng | Tổng cộng |
| Câu lạc bộ          | Mùa giải            | Hạng                            | Trận     | Bàn      | Trận         | Bàn          | Trận          | Bàn           | Trận    | Bàn     | Trận | Bàn  | Trận      | Bàn       |
| ------------------- | ------------------- | ------------------------------- | -------- | -------- | ------------ | ------------ | ------------- | ------------- | ------- | ------- | ---- | ---- | --------- | --------- |
| UJA Alfortville     | 2009–10             | Championnat National 2          | 23       | 9        | 0            | 0            | —             | —             | —       | —       | —    | —    | 23        | 9         |
| UJA Alfortville     | Tổng cộng           | Tổng cộng                       | 23       | 9        | 0            | 0            | —             | —             | —       | —       | —    | —    | 23        | 9         |
| Toulouse            | 2010–11             | Ligue 1                         | 4        | 0        | 1            | 0            | 0             | 0             | —       | —       | —    | —    | 5         | 0         |
| Toulouse            | 2011–12             | Ligue 1                         | 9        | 1        | 1            | 0            | 1             | 0             | —       | —       | —    | —    | 11        | 1         |
| Toulouse            | 2012–13             | Ligue 1                         | 34       | 15       | 2            | 0            | 1             | 0             | —       | —       | —    | —    | 37        | 15        |
| Toulouse            | 2013–14             | Ligue 1                         | 38       | 16       | 2            | 0            | 2             | 1             | —       | —       | —    | —    | 42        | 17        |
| Toulouse            | 2014–15             | Ligue 1                         | 36       | 14       | 1            | 1            | 1             | 0             | —       | —       | —    | —    | 38        | 15        |
| Toulouse            | 2015–16             | Ligue 1                         | 35       | 17       | 2            | 1            | 4             | 5             | —       | —       | —    | —    | 41        | 23        |
| Toulouse            | Tổng cộng           | Tổng cộng                       | 156      | 63       | 9            | 2            | 9             | 6             | —       | —       | —    | —    | 174       | 71        |
| Toulouse II         | 2012–13             | Championnat de France Amateur 2 | 2        | 2        | —            | —            | —             | —             | —       | —       | —    | —    | 2         | 2         |
| Sevilla             | 2016–17             | La Liga                         | 31       | 11       | 4            | 5            | —             | —             | 5       | 2       | 2    | 0    | 42        | 18        |
| Sevilla             | 2017–18             | La Liga                         | 25       | 9        | 6            | 3            | —             | —             | 11      | 10      | —    | —    | 42        | 22        |
| Sevilla             | 2018–19             | La Liga                         | 35       | 18       | 5            | 2            | —             | —             | 13      | 10      | 1    | 0    | 54        | 30        |
| Sevilla             | Tổng cộng           | Tổng cộng                       | 91       | 38       | 15           | 10           | —             | —             | 29      | 22      | 3    | 0    | 138       | 70        |
| Monaco              | 2019–20             | Ligue 1                         | 26       | 18       | 3            | 1            | 1             | 0             | —       | —       | —    | —    | 30        | 19        |
| Monaco              | 2020–21             | Ligue 1                         | 37       | 20       | 4            | 2            | —             | —             | —       | —       | —    | —    | 41        | 22        |
| Monaco              | Tổng cộng           | Tổng cộng                       | 63       | 38       | 7            | 3            | 2             | 0             | —       | —       | —    | —    | 72        | 41        |
| Tổng cộng sự nghiệp | Tổng cộng sự nghiệp | Tổng cộng sự nghiệp             | 353      | 162      | 31           | 15           | 11            | 6             | 29      | 22      | 3    | 0    | 426       | 205       |

### Quốc tế
Tính đến ngày 29 tháng 3 năm 2022
| Đội tuyển quốc gia | Năm       | Trận | Bàn |
| ------------------ | --------- | ---- | --- |
| Pháp               | 2018      | 1    | 0   |
| Pháp               | 2019      | 7    | 2   |
| Pháp               | 2020      | 3    | 0   |
| Pháp               | 2021      | 5    | 0   |
| Pháp               | 2022      | 2    | 1   |
| Tổng cộng          | Tổng cộng | 18   | 3   |

### Bàn thắng quốc tế
Tính đến ngày 29 tháng 3 năm 2022. France score listed first, score column indicates score after each Ben Yedder goal.
| # | Ngày                | Địa điểm                                            | Số trận | Đối thủ | Bàn thắng | Kết quả | Giải đấu            |
| - | ------------------- | --------------------------------------------------- | ------- | ------- | --------- | ------- | ------------------- |
| 1 | 11 tháng 6 năm 2019 | Sân vận động Quốc gia, Andorra la Vella, Andorra    | 4       | Andorra | 2–0       | 4–0     | Vòng loại Euro 2020 |
| 2 | 10 tháng 9 năm 2019 | Stade de France, Saint-Denis, Pháp                  | 5       | Andorra | 3–0       | 3–0     | Vòng loại Euro 2020 |
| 3 | 29 tháng 3 năm 2022 | Sân vận động Pierre-Mauroy, Villeneuve-d'Ascq, Pháp | 18      | Nam Phi | 4–0       | 5–0     | Giao hữu            |